# Anacroneuria flavifrons
Anacroneuria flavifrons är en bäcksländeart som beskrevs av Jewett 1959. Anacroneuria flavifrons ingår i släktet Anacroneuria och familjen jättebäcksländor. Inga underarter finns listade i Catalogue of Life.